# Сухопутные войска Боснии и Герцеговины
Сухопутные войска Боснии и Герцеговины (босн. и хорв. Kopnena vojska Bosne i Hercegovine, серб. Копнена воjска Босне и Херцеговине) — наиболее крупная составляющая Вооружённых Сил Боснии и Герцеговины. Их организация, состав и вооружение регулируются задачами Вооружённых сил Боснии и Герцеговины.

## История
Сухопутные войска Боснии и Герцеговины были образованы в 2005 году на основе Армии Федерации Боснии и Герцеговины и Армии Республики Сербской. Этому предшествовало слияние в 1995 году Армии Республики Босния и Герцеговина и вооружённых сил Хорватского вече обороны, в соответствии с решениями, принятыми Дейтонским соглашением. 

## Организационная структура
Объединённый штаб ВС БиГ, Сараево
- Оперативное командование ВС БиГ, Сараево[1]
  - 4-я пехотная бригада, Чаплина[1]
    - 1-й пехотный батальон, Ливно (хорваты)
    - 2-й пехотный батальон, Билеча (сербы)
    - 3-й пехотный батальон, Горажде (босняки)
    - Артиллерийский дивизион (Мостар)
    - Разведывательная рота, Чаплина
    - Взвод связи, Чаплина
    - Взвод военной полиции, Чаплина

  - 5-я пехотная бригада, Тузла[1]
    - 1-й пехотный батальон, Зеница (босняки)
    - 2-й пехотный батальон, Киселяк (хорваты)
    - 3-й пехотный батальон, Биелина (сербы)
    - Артиллерийский дивизион, Жепче
    - Разведывательная рота, Тузла
    - Взвод связи, Тузла
    - Взвод военной полиции, Тузла

  - 6-я пехотная бригада, Баня-Лука[1]
    - 1-й пехотный батальон, Баня-Лука (сербы)
    - 2-й пехотный батальон, Бихач (босняки)
    - 3-й пехотный батальон, Орашье (хорваты)
    - Артиллерийский дивизион, Добой
    - Разведывательная рота, Баня-Лука
    - Взвод связи, Баня-Лука
    - Взвод военной полиции, Баня-Лука

  - Бригада тактической поддержки, Сараево[1]
    - Бронетанковый батальон, Тузла
    - Инженерный батальон, Дервента
    - Батальон военной разведки, Сараево
    - Батальон военной полиции, Сараево
    - Батальон по разминированию, Сараево
    - Батальон связи, Пале
    - Рота РХБЗ, Тузла
- Командование поддержки ВС БиГ, Баня-Лука[1]
  - Командование управления персоналом, Баня-Лука[1]
- Командование материально-технического обеспечения, Добой[1]
- Командование обучения и доктрины, Травник[1]

## Вооружение и военная техника
| Изображение                          | Тип         | Производство  | Назначение                             | Количество             | Примечания                                   |
| Танки                                | Танки       | Танки         | Танки                                  | Танки                  | Танки                                        |
| ------------------------------------ | ----------- | ------------- | -------------------------------------- | ---------------------- | -------------------------------------------- |
|                                      | M60A3       | США           | Основной боевой танк                   | 45                     | 45 танков, предоставленных США в 1996 году   |
| Боевые бронированные машины          |             |               |                                        |                        |                                              |
|                                      | M113A2      | США           | Бронетранспортёр                       | 20                     | Пожертвование США в 1996 году.               |
|                                      | KIRPI II    | Турция        | машина с защитой от мин и засад (MRAP) | 4                      | включает поставку в общей сложности 32 машин |
| Артиллерия                           |             |               |                                        |                        |                                              |
|                                      | APR-40      | Румыния       | 122-мм РСЗО                            | 24                     |                                              |
|                                      | Д-30        | СССР          | 122-мм буксируемая гаубица             | 100                    |                                              |
|                                      | M-75        | Югославия     | 120-мм миномет                         | 100                    |                                              |
| Самоходные противотанковые комплексы |             |               |                                        |                        |                                              |
|                                      | BOV-1       | Югославия     | Самоходный ПТРК                        | 32                     |                                              |
|                                      | 9П133       | СССР          | Самоходный ПТРК                        | 9                      |                                              |
|                                      | 9П122       | СССР          | Самоходный ПТРК                        | 8                      |                                              |
| ПТРК                                 |             |               |                                        |                        |                                              |
|                                      | 9К111 Фагот | СССР          | ПТРК                                   | Неизвестное количество |                                              |
|                                      | 9К115 Метис | СССР          | ПТРК                                   | Неизвестное количество |                                              |
|                                      | HJ-8        | КНР           | ПТРК                                   | Неизвестное количество |                                              |
|                                      | Milan       | / Euromissile | ПТРК                                   | Неизвестное количество |                                              |
| Инженерное оборудование              |             |               |                                        |                        |                                              |
|                                      | MW Božena   | Чехия         | Беспилотная машина разминирования      | Неизвестное количество |                                              |
|                                      |             |               |                                        |                        |                                              |

## Знаки различия

### Генералы и офицеры
| Категории               | Генералы          | Генералы          | Генералы         | Старшие офицеры | Старшие офицеры | Старшие офицеры | Младшие офицеры | Младшие офицеры | Младшие офицеры   |
| ----------------------- | ----------------- | ----------------- | ---------------- | --------------- | --------------- | --------------- | --------------- | --------------- | ----------------- |
|                         |                   |                   |                  |                 |                 |                 |                 |                 |                   |
| Боснийское звание       | General-pukovnik  | General-major     | Brigadni general | Pukovnik        | Podpukovnik     | Major           | Kapetan         | Poručnik        | Potporučnik       |
| Российское соответствие | Генерал-полковник | Генерал-лейтенант | Генерал-майор    | Полковник       | Подполковник    | Майор           | Капитан         | Лейтенант       | Младший лейтенант |

### Сержанты и рядовые
| Категории               | Подофицеры        | Подофицеры    | Подофицеры        | Сержанты и старшины | Сержанты и старшины | Сержанты и старшины | Солдаты         | Солдаты |
| ----------------------- | ----------------- | ------------- | ----------------- | ------------------- | ------------------- | ------------------- | --------------- | ------- |
|                         |                   |               |                   |                     |                     |                     |                 |         |
| Боснийское звание       | Glavni narednik   | Viši narednik | Narednik 1. klase | Štabni narednik     | Narednik            | Kaplar              | Vojnik 1. klase | Vojnik  |
| Российское соответствие | Старший прапорщик | Прапорщик     | Старшина          | Старший сержант     | Сержант             | Младший сержант     | Ефрейтор        | Рядовой |